# Qbittorrent
Qbittorrent, stiliserat som qBittorrent, är en fri och öppen källkod-baserad Bittorrent-klient som utvecklas för flera operativsystem, inklusive Windows, Mac OS och Linux. Den syftar till att erbjuda en lättanvänd och effektiv nedladdningsupplevelse, samtidigt som den ger avancerade funktioner för erfarna användare.

## Historik
Qbittorrent-projektet startades 2006 av den franske utvecklaren Christophe Dumez medan han studerade vid universitetet. Det utvecklas och underhålls av en grupp frivilliga utvecklare och bidragsgivare.

## Funktioner
Qbittorrent har ett gränssnitt som efterliknar det hos den proprietära Bittorrent-klienten µTorrent, vilket gör det lätt för användare att migrera. Bland dess funktioner finns:
- Stöd för magnetlänkar och torrentfiler
- Inbyggd sökmotor för torrents
- Stöd för RSS-flöden och automatisk nedladdning
- Fjärrkontroll via webbanvändargränssnitt
- Stöd för IP-filtrering
- Inbyggd torrentkö och schemaläggning
- Krypterad anslutning och IPv6-stöd
- Möjlighet att prioritera filer inom en torrent
- Stöd för sekventiell nedladdning[1]

## Teknologi och utveckling
Qbittorrent är skrivet i C++ och använder biblioteket libtorrent för hantering av BitTorrent-protokollet. Gränssnittet är byggt med Qt-ramverket, vilket gör det plattformsoberoende.
Projektet finns på Github, där utvecklare och användare kan rapportera buggar och föreslå förbättringar.

## Licensiering
Qbittorrent är licensierat under GNU General Public License v2 (GPLv2), vilket innebär att det är fritt att använda, modifiera och distribuera.